# 아카호시 가이마
아카호시 가이마(일본어: 赤星 魁麻, 1997년 1월 9일~)는 일본의 축구 선수이다.

## 구단 경력
그는 2019년 일본 지역 리그의 이와키 FC에 입단했다. 2020년 일본 풋볼 리그의 고치 유나이티드 SC로 이적했다. 2022년까지 74경기에 출전하여, 21득점을 넣었다. 2023년 J3리그의 가마타마레 사누키로 이적했다.